# Mead (Oklahoma)
Mead – miasto w Stanach Zjednoczonych, w stanie Oklahoma, w hrabstwie Bryan.